# Deutsches Bundesschießen

Bundesschießen in Leipzig 1884 (Festhalle)

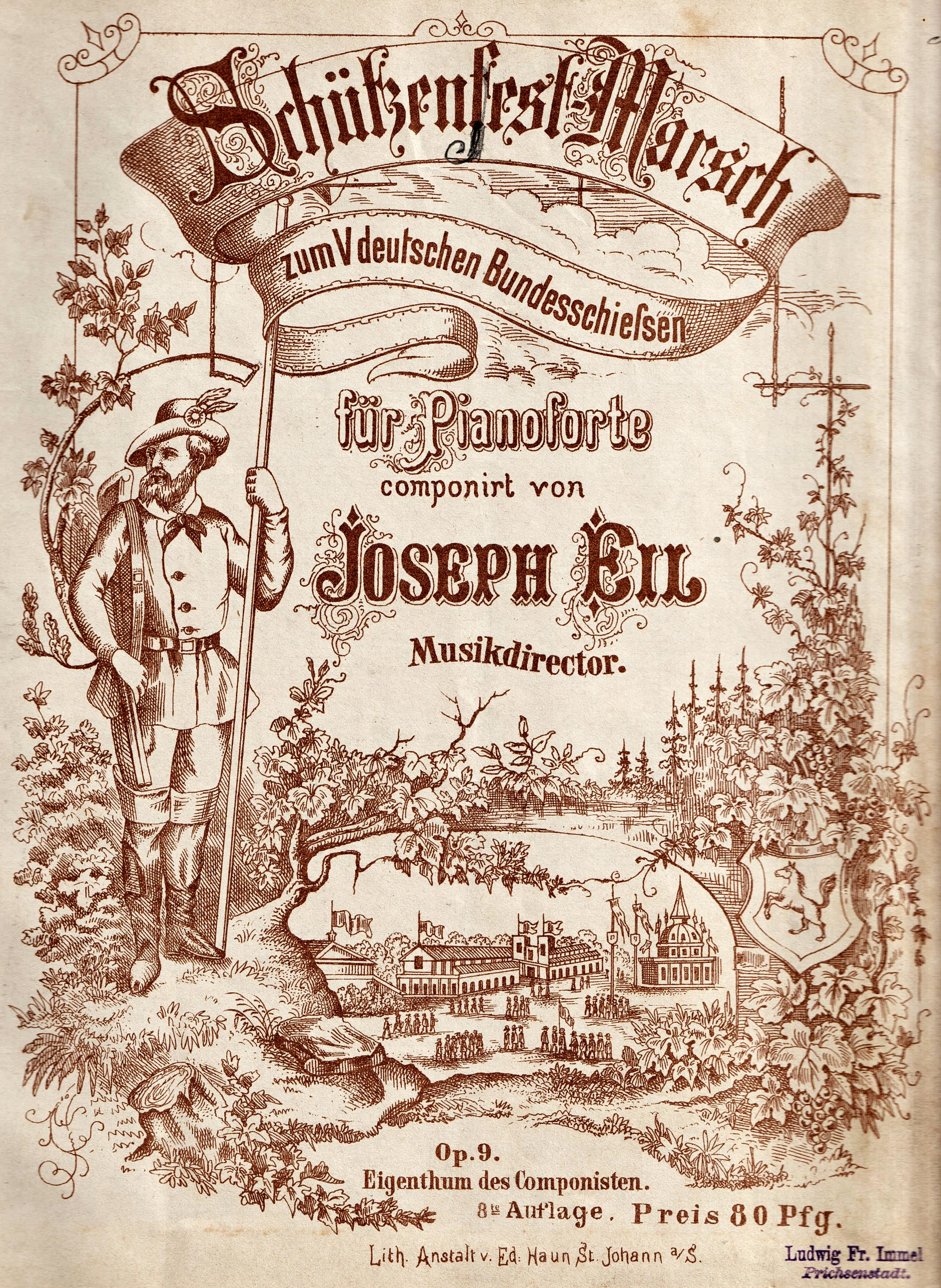
Titelblatt, Festmarsch zum V. Deutschen Bundesschießen, Stuttgart, 1875

Das Deutsche Bundesschießen fand ab 1862 in der Regel alle drei Jahre, ab 1912 bis zuletzt 1965 in größeren Abständen statt. Durch den Deutschen Schützenbund organisiert trafen sich an wechselnden Austragungsorten in Deutschland mehrere tausend Schützen.

## Ursprünge, Entwicklung
Nachdem 1861 der DSB in Gotha gegründet worden war, um die Schützen in Deutschland zu einen, wurde festgelegt, dass alle drei Jahre im Sommer ein allgemeines Deutsches Bundesschießen abgehalten werden sollte. Das 1. Deutsche Bundesschießen fand 1862 in Frankfurt am Main statt.
Während zu Beginn die Bundesschießen neben dem sportlichen Charakter auch wehrsportliche Zwecke verfolgten, bekamen sie in den letzten Jahrzehnten des 19. Jahrhunderts mehr Volksfestcharakter. Von Kaiser, König, Regierung und Adel, sowie Handel und Industrie wurden wertvolle Preise gestiftet. Die täglich herausgegebenen Festzeitungen mit Geschichten rund um die Schützenveranstaltung und den Ergebnislisten konnten in Sammelmappen gebunden werden. Der angestrebte dreijährliche Rhythmus konnte über die Jahre hinweg nicht beibehalten werden, da Kriegswirren und andere Einflüsse dies zeitweise nicht möglich machten.
Insgesamt fanden 23 Bundesschießen statt, das letzte 1965 in Hannover. Die ausgegebenen Pokale und Medaillen sind heute begehrte Sammlerstücke, die Festzeitungen Dokumente des Schützenwesens in Deutschland.

## Liste der Bundesschießen

### Frankfurt am Main 1862

Zinnmedaille Bundesschießen Frankfurt 1862

Vom 13. bis 21. Juli 1862 fand das 1. Deutsche Bundesschießen statt. An 100 Schießständen kamen 8.000 Schützen aus 9 Nationen zusammen. Das erste Bundesschießen wurde offiziell noch Schützenfest genannt, erst bei den darauffolgenden Bundesschießen war auf den Medaillen und anderen Erinnerungsartikeln auch das Wort Bundesschießen vermerkt.

### Bremen 1865
Vom 16. bis 23. Juli 1865 fand das 2. Deutsche Bundesschießen statt. An 150 Schießständen kamen 3400 Schützen aus 5 Nationen zusammen.

### Wien 1868
Vom 26. Juli bis 6. August 1868 fand das 3. Deutsche Bundesschießen in Wien statt. An 150 Schießständen kamen 3400 Schützen aus 5 Nationen zusammen.

### Hannover 1872
Vom 14. bis 21. Juli 1872 fand das 4. Deutsche Bundesschießen in Hannover statt. An 90 Schießständen kamen 4200 Schützen aus 4 Nationen zusammen.

### Stuttgart 1875

Silbermedaille Bundesschießen Stuttgart 1875

Vom 1. bis 8. August 1875 fand das 5. Deutsche Bundesschießen in Stuttgart statt. An 106 Schießständen kamen 2870 Schützen aus 3 Nationen zusammen. Der V. Festmarsch wurde von Joseph Eil komponiert.

### Düsseldorf 1878
Vom 20. bis 29. Juli 1878 fand das 6. Deutsche Bundesschießen in Düsseldorf statt. An 100 Schießständen kamen 3000 Schützen aus 5 Nationen zusammen.

### München 1881
Vom 24. bis 31. Juli 1881 fand das 7. Deutsche Bundesschießen in München statt. An 100 Schießständen kamen 3628 Schützen aus 7 Nationen zusammen. Auf der Theresienwiese wurde eine prachtvolle Schützenstadt aufgebaut.

### Leipzig 1884

Klippe Bundesschießen Leipzig 1884

Vom 20. bis 27. Juli 1884 fand das 8. Deutsche Bundesschießen in Leipzig statt. An 120 Schießständen kamen 2.100 Schützen aus 3 Nationen zusammen. Dieses Bundesschießen hatte seine Festhalle, Gastronomie, Gabentempel und Schießhalle auf dem Gelände der Galopprennbahn Scheibenholz in Leipzig.

### Frankfurt am Main 1887
Vom 3. bis 10. Juli 1887 fand zum zweiten Mal das 9. Deutsche Bundesschießen in Frankfurt statt. An 148 Schießständen kamen 2.746 Schützen aus 4 Nationen zusammen.

### Berlin 1890
Vom 6. bis 13. Juli 1890 fand das 10. Deutsche Bundesschießen in Berlin statt. An 112 Schießständen kamen 4000 Schützen aus 5 Nationen zusammen.

### Mainz 1894

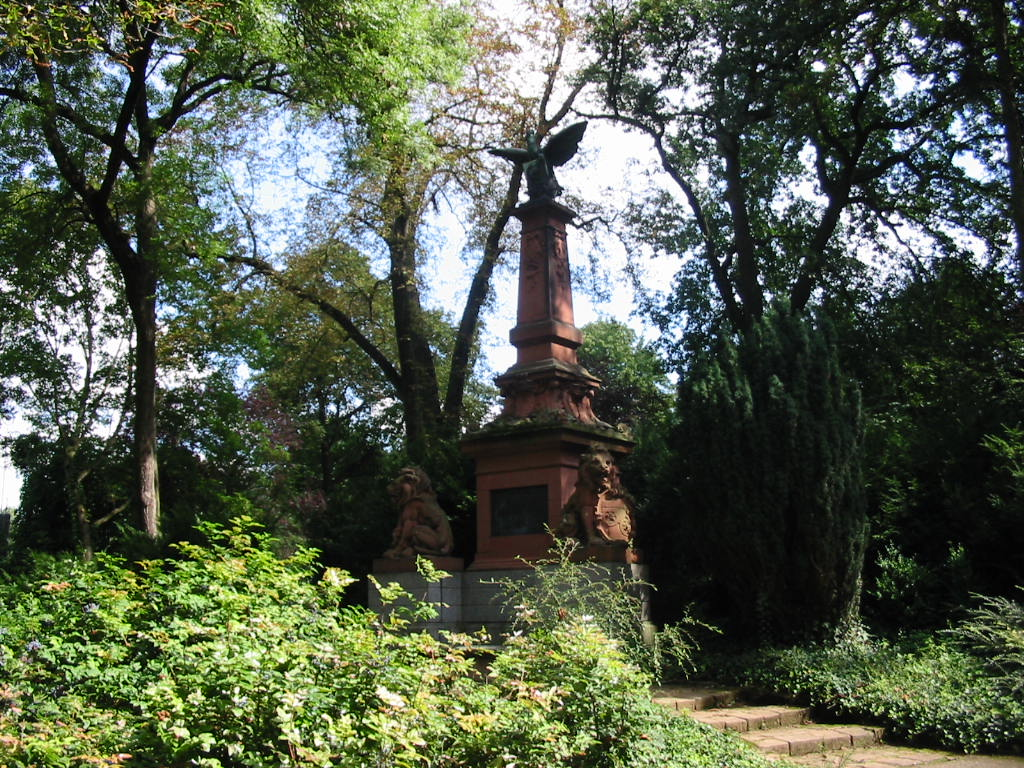
Schützenbrunnen im Stadtpark Mainz

Vom 16. bis 24. Juni 1894 fand das 11. Deutsche Bundesschießen in Mainz statt. Das Fest stand unter der Schirmherrschaft von Großherzog Ernst Ludwig von Hessen und seiner Gemahlin Viktoria Melitta. An 145 Schießständen im Stadtpark Mainz kamen 2800 Schützen aus 4 Nationen zusammen. Der Festumzug am 17. Juni stellte die Geschichte der Stadt Mainz seit der römischen Zeit anhand der wichtigsten Stationen aus Politik, Wissenschaft, Kunst und Religion dar.  Ein Höhepunkt dieses Festzugs war ein schmuckgeschnitztes Riesenfass, welches im Corps der Sektfabrik Kupferberg mitgeführt wurde. Den Abschluss des Fests mit mehr als 100.000 Besuchern bildete die Preisverleihung und ein großes Konzert in der Festhalle. Der XI. Festmarsch wurde von Wilhelm Müller I. auf einen Text von Jean Dremmel komponiert. Zur Erinnerung an dieses Bundesschießen wurde der Schützenbrunnen im Stadtpark Mainz errichtet.

### Nürnberg 1897
Vom 4. bis 11. Juli 1897 fand das 12. Deutsche Bundesschießen in Nürnberg statt. An 157 Schießständen kamen 3600 Schützen aus 3 Nationen zusammen. Der XII. Festmarsch wurde ebenfalls von Wilhelm Müller I. auf einen Text von Jean Dremmel (beide zu Mainz) komponiert.

### Dresden 1900
Vom 5. bis 15. Juli 1900 fand das 13. Deutsche Bundesschießen in Dresden statt. An 172 Schießständen kamen 2100 Schützen aus 6 Nationen zusammen.

### Hannover 1903
Vom 5. bis 12. Juli 1903 fand das 14. Deutsche Bundesschießen in Hannover statt. An 152 Schießständen kamen 2700 Schützen aus 4 Nationen zusammen. Nach 1872 wurde zum zweiten Mal ein Bundesschießen in Hannover ausgetragen.

### München 1906
Vom 15. bis 22. Juli 1906 fand das 15. Deutsche Bundesschießen in München statt. An 152 Schießständen kamen 2700 Schützen aus 4 Nationen zusammen. München war nach 1881 bereits zum zweiten Mal Austragungsort für die sportlichen Wettkämpfe.

### Hamburg 1909
Vom 11. bis 18. Juli 1909 fand das 16. Deutsche Bundesschießen in Hamburg statt. An 181 Schießständen kamen 4200 Schützen aus 9 Nationen zusammen.

### Frankfurt am Main 1912
Vom 14. bis 21. Juli 1912 fand das 17. Deutsche Bundesschießen in Frankfurt am Main statt. An 202 Schießständen kamen 5200 Schützen aus 4 Nationen zusammen. Es waren genau 50 Jahre seit dem 1. Deutschen Bundesschießen vergangen. Und es war zugleich das letzte Bundesschießen vor dem Ersten Weltkrieg.

### München 1927

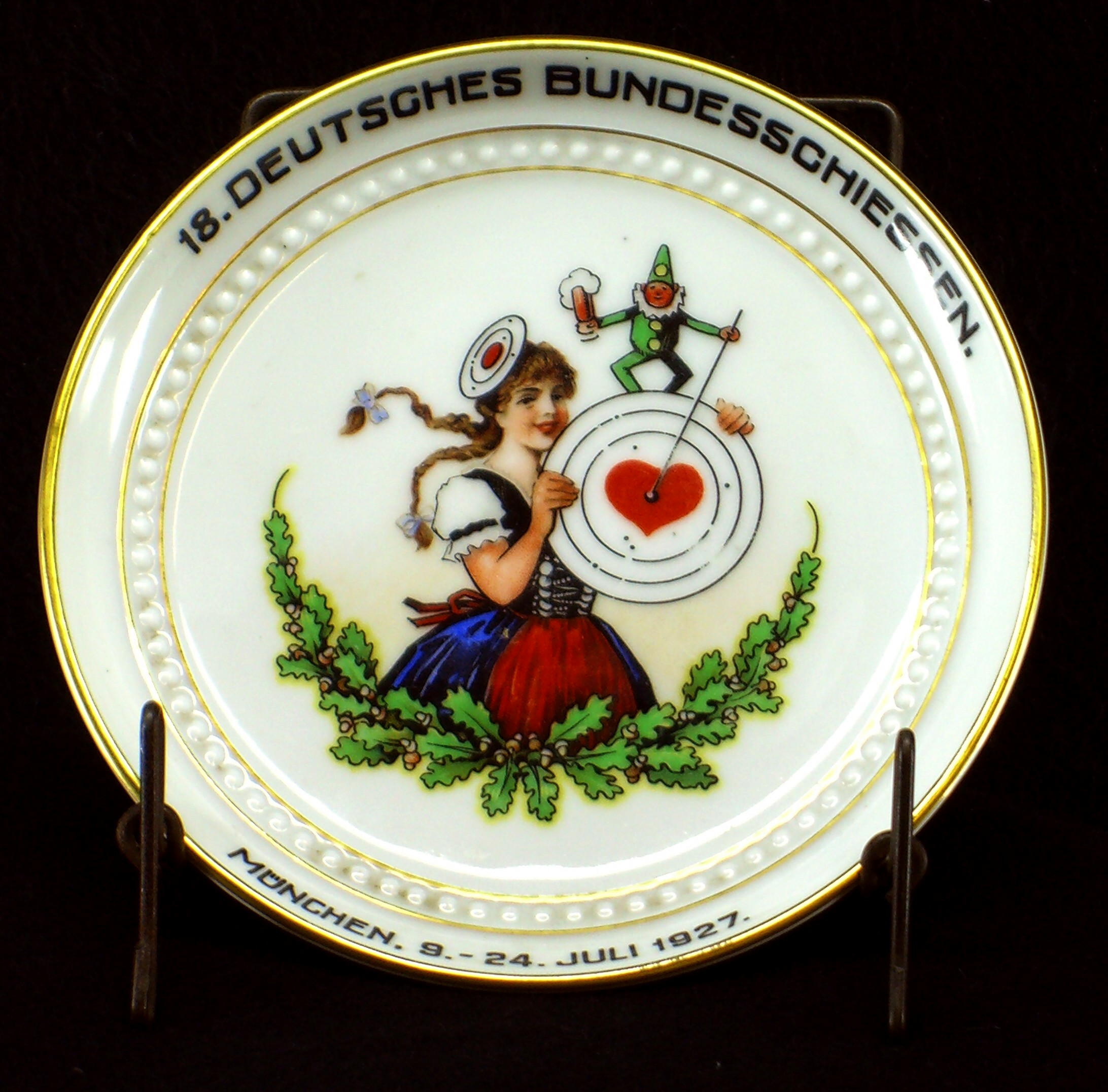
Porzellanteller vom 18. Deutschen Bundesschiessen 1927 in München

Vom 16. bis 23. Juli 1927 fand, neun Jahre nach Ende des Ersten Weltkriegs, das 18. Deutsche Bundesschießen in München statt. An 189 Schießständen kamen 5000 Schützen aus 5 Nationen zusammen. München war nach 1881 und 1906 zum dritten Mal der Veranstaltungsort.

### Köln 1930
Vom 20. Juli bis 3. August 1930 fand das 19. Deutsche Bundesschießen in Köln statt. An 200 Schießständen kamen 3500 Schützen aus 5 Nationen zusammen.

### Leipzig 1934
Vom 6. bis 15. Juli 1934 fand das 20. Deutsche Bundesschießen in Leipzig statt. An 175 Schießständen kamen 1.800 Schützen aus 3 Nationen zusammen. Noch in der Weimarer Zeit geplant fand das zweite Bundesschießen in Leipzig (nach 1884) schon unter den Eindrücken des Dritten Reiches statt. Nach der Gleichschaltung der Schützenvereine fanden während der Zeit des Nationalsozialismus keine weiteren Bundesschießen statt.

### Hannover 1955
Vom 1. bis 10. Juli 1955 fand das 21. Deutsche Bundesschießen in Hannover statt. An 212 Schießständen kamen 3000 Schützen aus 14 Nationen zusammen. Erst zehn Jahre nach Ende des Zweiten Weltkriegs konnte wieder ein Bundesschießen organisiert werden. Wiederum war Hannover der Austragungsort, nach 1872 und 1903 zum dritten Mal.

### München 1961
Vom 8. bis 19. Juli 1961 fand das 22. Deutsche Bundesschießen in München statt. An 290 Schießständen kamen 5087 Schützen aus 8 Nationen zusammen. Zum 100-jährigen Jubiläum des Deutschen Schützenbundes wurde zum vierten Mal (nach 1881, 1906 und 1927) ein Bundesschießen in München ausgerichtet.

### Hannover 1965
Vom 25. Juni bis 4. Juli 1965 fand das 23. und letzte Deutsche Bundesschießen in Hannover statt. An 175 Schießständen kamen 3000 Schützen aus 9 Nationen zusammen. Die niedersächsische Landeshauptstadt durfte zum vierten Mal ein Bundesschießen ausrichten.

## Nachfolgeveranstaltungen
Die sportliche Tradition der Bundesschießen wurde durch die Deutschen Meisterschaften im Sportschießen in München übernommen, der traditionsorientierte Teil der Veranstaltungen wird beim „Bundestreffen der historischen Schützenvereinigungen“ und bei großen Schützenfesten fortgeführt.
Zum 150-jährigen Jubiläum des Deutschen Schützenbundes vom 8.–9. Juli 2011 fand im alten Gründungsort Gotha ein großes Festschießen als Begleitprogramm statt, welches zwar „Bundesschießen“ genannt wurde (da es von einem „Bund“, dem Deutschen Schützenbund ausgerichtet wird), aber nicht in die Reihe der einstigen Deutschen Bundesschießen gestellt werden konnte.